# ب‌ام‌و ۰۱۸
ب‌ام‌و ۰۱۸ (به انگلیسی: BMW 018) یک موتور هواگرد ساختِ کارخانهٔ ب‌ام‌و در کشور آلمان است.